# فرشته (فیلم ۱۹۸۴)
«فرشته» (انگلیسی: Angel (1984 film)) فیلمی در ژانر مهیج و اکشن است که در سال ۱۹۸۴ منتشر شد. از بازیگران آن می‌توان به کلیف گورمن، روری کلهون، جان دیهل، سوزان تایرل، و دیک شاون اشاره کرد.